# Giải Cánh diều cho nam diễn viên chính xuất sắc phim truyện truyền hình
Giải Cánh diều cho nam diễn viên chính xuất sắc phim truyện truyền hình là hạng mục trong hệ thống Giải Cánh diều, giải thưởng điện ảnh hàng năm của Hội Điện ảnh Việt Nam.

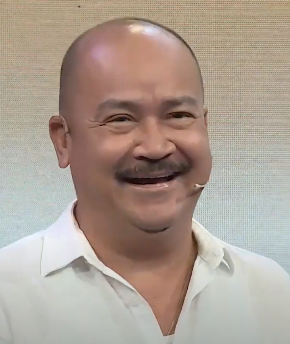
Diễn viên Hoàng Sơn

## Danh sách theo năm

### 2009
| Năm  | Diễn viên  | Tác phẩm                 | Chú thích   |
| ---- | ---------- | ------------------------ | ----------- |
| 2009 | Hoàng Sơn  | Vịt kêu đồng             | [ 1 ] [ 2 ] |
| 2009 | Phạm Cường | Khoan nói lời yêu thương | [ 1 ] [ 2 ] |

### Thập niên 2010

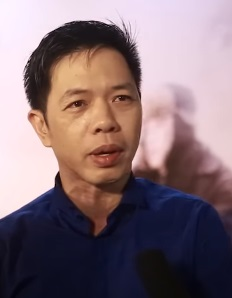
diễn viên Thái Hòa

| Năm  | Diễn viên             | Tác phẩm                     | Chú thích    |
| ---- | --------------------- | ---------------------------- | ------------ |
| 2010 | Huỳnh Đông            | Vó ngựa trời Nam             | [ 3 ]        |
| 2011 | Cao Minh Đạt          | Công nghệ thời trang         | [ 4 ]        |
| 2012 | Quý Bình              | Bước qua bóng tối            | [ 5 ] [ 6 ]  |
| 2013 | Quang Tuấn            | Thuyền giấy                  | [ 7 ]        |
| 2014 | Thái Hòa              | Cha rơi                      | [ 8 ]        |
| 2015 | Việt Anh              | Khi đàn chim trở về (phần 3) | [ 9 ] [ 10 ] |
| 2015 | Quang Tuấn (2)        | Khúc hát mặt trời            | [ 9 ] [ 10 ] |
| 2016 | Hồng Đăng             | Zippo, mù tạt và em          | [ 11 ]       |
| 2017 | Trương Minh Quốc Thái | Tử thi lên tiếng             | [ 12 ]       |
| 2018 | Nhan Phúc Vinh        | Ngày ấy mình đã yêu          | [ 13 ]       |
| 2019 | Ngọc Quỳnh            | Hoa hồng trên ngực trái      | [ 14 ]       |

### Thập niên 2020
| Năm  | Diễn viên    | Tác phẩm        | Chú thích            |
| ---- | ------------ | --------------- | -------------------- |
| 2020 | Mạnh Trường  | Hồ sơ cá sấu    | [ 15 ]               |
| 2021 | Thanh Sơn    | 11 tháng 5 ngày | [ 16 ] [ 17 ] [ 18 ] |
| 2023 | Thái Hòa (2) | Mẹ rơm          | [ 19 ]               |
| 2024 | Duy Hưng     | Người một nhà   | [ 20 ]               |